# Ошканер
Ошканер (мар. Ошканэҥер) — деревня в Новоторъяльском районе Республики Марий Эл. Входит в состав Чуксолинского сельского поселения.

## География
Находится в северо-восточной части республики Марий Эл на расстоянии приблизительно 7 км по прямой на восток от районного центра посёлка Новый Торъял.

## История
Известна с 1830 года как починок, где числилось 4 хозяйства. В 1884 году в Ошканере числилось 38 дворов, 211 человек, в 1925 году проживали 258 человек, все русские. В 1980 году в деревне Ошканер насчитывалось 44 хозяйства, 118 жителей. В 1999 году в деревне числилось 35 домов. В советское время работал колхоз «Авангард».

## Население
Население составляло 81 человек (мари 74 %) в 2002 году, 68 в 2010.